# Yukitoshi Ito
Yukitoshi Ito (født 3. september 1993) er en japansk fodboldspiller.
Han har spillet for flere forskellige klubber i sin karriere, herunder Kashima Antlers.